# Berga kyrka, Östergötland
Berga kyrka är en kyrkobyggnad i Linköpings Berga församling. Kyrkan ligger i stadsdelen Berga i södra Linköping. Kyrkan är belägen i ett grönområde som sluttar från Söderleden ned mot Tinnerbäcken.

## Kyrkobyggnaden
Kyrkan invigdes söndagen den 9 april 1978 (Tredje söndagen i påsktiden) av biskop Ragnar Askmark. Ritningarna till kyrkan och intilliggande församlingsgård var utförda av arkitekten Bo Sundberg. Kyrkan har en cirkulär form och kyrksalen är 18x18 m och rymmer 350 personer. Högsta takhöjd 10 m.

### Kyrkorummet
I kyrkorummet, framför sydväggen, finns ett fristående altare i kalksten och över altaret finns en stor ljuskrona av järn utförd av skulptören Elis Nordh. Ljuskronan symboliserar de fyra evangelisterna från höger Matteus, Markus, Lukas och Johannes. Altarskåpet bakom altaret är gjort i trä och i mittpartiet finns Jesus och kring Jesus, på sidodörrarna, återfinns scener ur Jesu liv. Under altartavlan finns ett sakramentsskåp. I kyrkorummet finns en 22-stämmig orgel. 

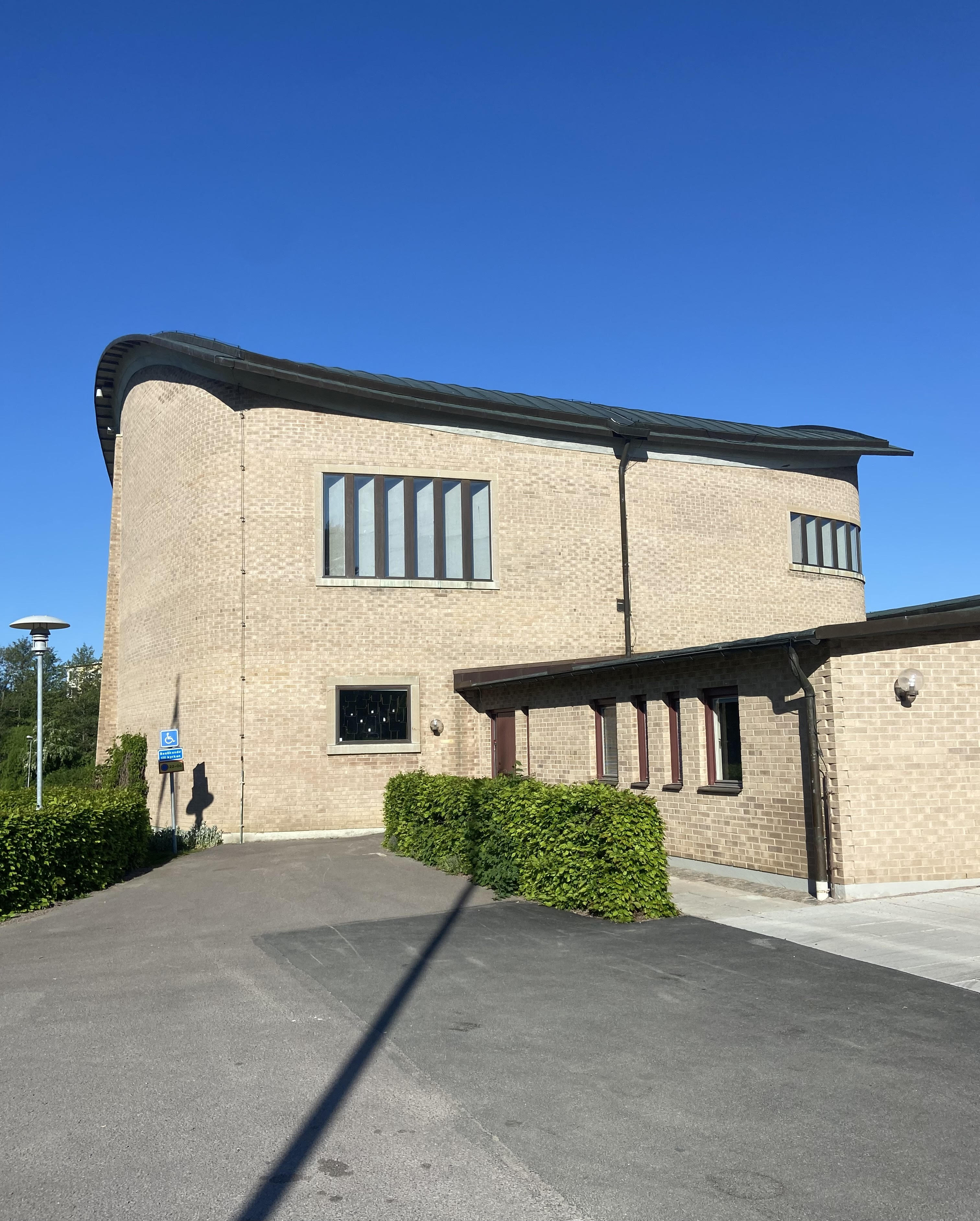
Kyrksalen utifrån.

Kyrkans golv sluttar mot altaret med samma lutning som finns i Linköpings domkyrka.
Kyrkorummet avskils från församlingssalen med en glasvägg längst bak i kyrkan. 

### Klockstapeln
I den fristående klockstapeln hänger två klockor med en vikt på 500 kg respektive 300 kg.
Klockorna i klockstapeln är gjutna av Bergholtz klockgjuteri i Sigtuna

## Inventarier
- Ovanför altaret hänger en stor ljuskrona som är skapad av skulptören Elis Nordh i Norrköping.
- Dopfunt i kalksten. På ena sidan av dopfunten finns en inristad duva som är formgiven av Nils Nisbel. Nisbel har även gjort dopskålen.
- Altartavlan är ett träsnitt av målaremästaren och konstnären Samuel Göransson.
- Rundfönstret med en glasmålning är gjord av Bo Beskow.
- Krucifix av en bildhuggare på Åland. Den har ett medeltida krucifix som förebild.
- Kormattan av Kajsa Aronsson år 2002. Den har symbolerna duva, olivkvist och en fisk som symboliserar anden, friden och Jesus.
- Ljusträdet är tillverkad av syster Lydia Wikman, Mariadöttrarna. Den togs i bruk 1996 och skänktes av Majeldens kyrkliga arbetskretsKyrkklockor.

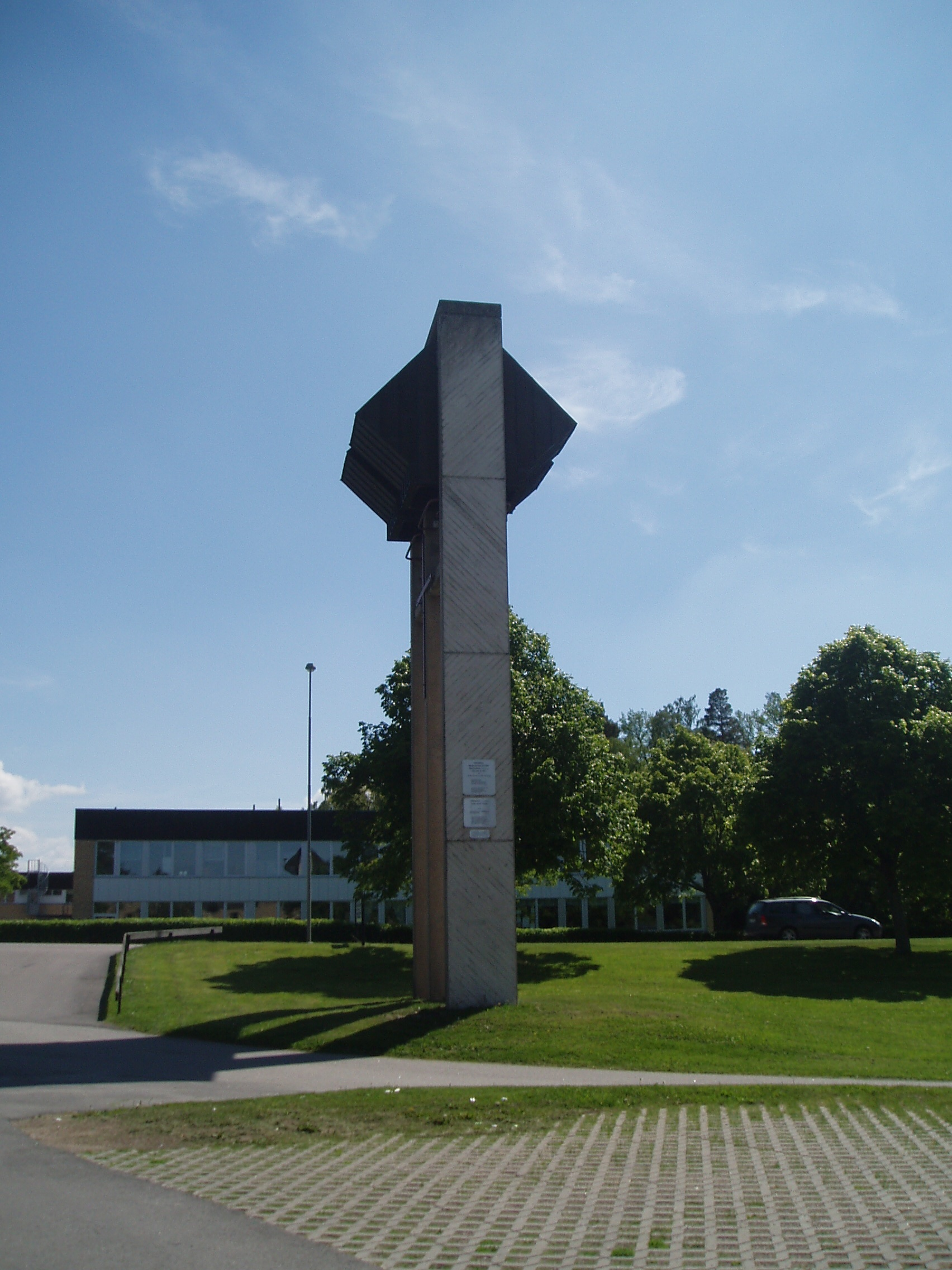
Kyrkklockor.

- Mässhakar i liturgiska färger.

### Orgel
- Den 22-stämmiga orgeln är byggd av Nils Hammarberg, Göteborg Den är mekanisk och är kyrkans första orgel. Det finns även en Cymbelstjärna till orgeln.

| Huvudverk I     | Bröstverk II   | Pedal          | Koppel |
| Principal 8’    | Gedakt 8’      | Subbas 16’     | I/P    |
| Rörflöjt 8’     | Gamba 8’       | Principal 8’   | II/P   |
| Oktava 4’       | Principal 4’   | Borduna 8'     | II/I   |
| Tvärflöjt 4’    | Koppelflöjt 4’ | Oktava 4'      |        |
| Oktava 2’       | Waldflöjt 2'   | Fagott 16'     |        |
| Sesquialtera II | Nasat 1 1⁄3'   | Rörskalmeja 4' |        |
| Mixtur IV       | Scharf II      |                |        |
| Trumpet 8'      | Oboe 8'        |                |        |
|                 | Tremulant      |                |        |

## Tidigare kyrkobyggnad på platsen
I Berga stod, innan den befintliga kyrkobyggadens uppförande, en så kallad "vandringskyrka" som med enkelhet skulle kunna byggas upp och tas ned. Vandringskyrkan byggdes under 1960-talet och stod i Berga i tolv år fram till dess att kyrkan flyttades till stadsdelen Vidingsjö. I oktober 1978 återinvigdes vandringskyrkan som Vidingsjö kyrka.

## Bildgalleri

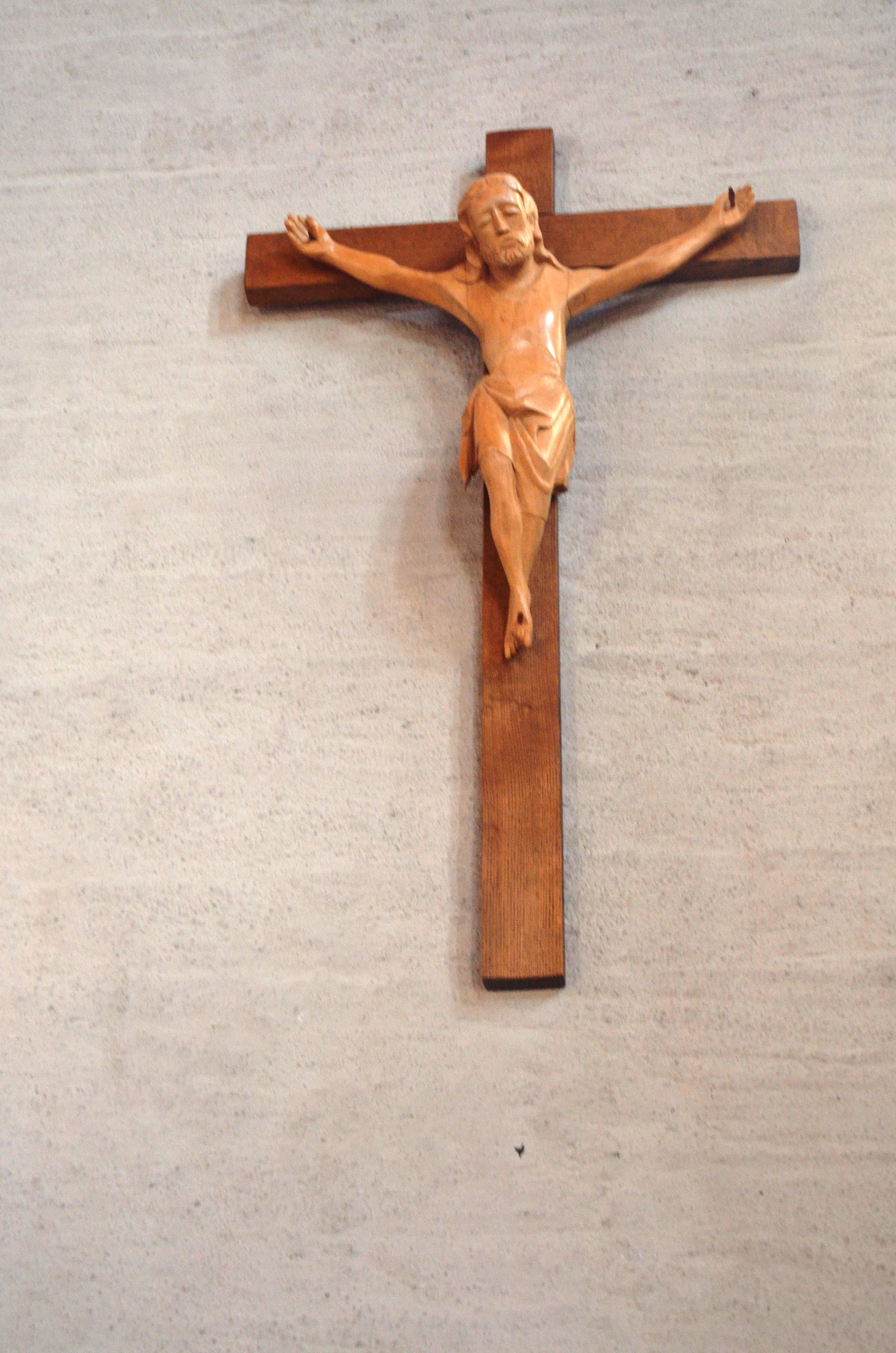
Berga kyrkas krucifix
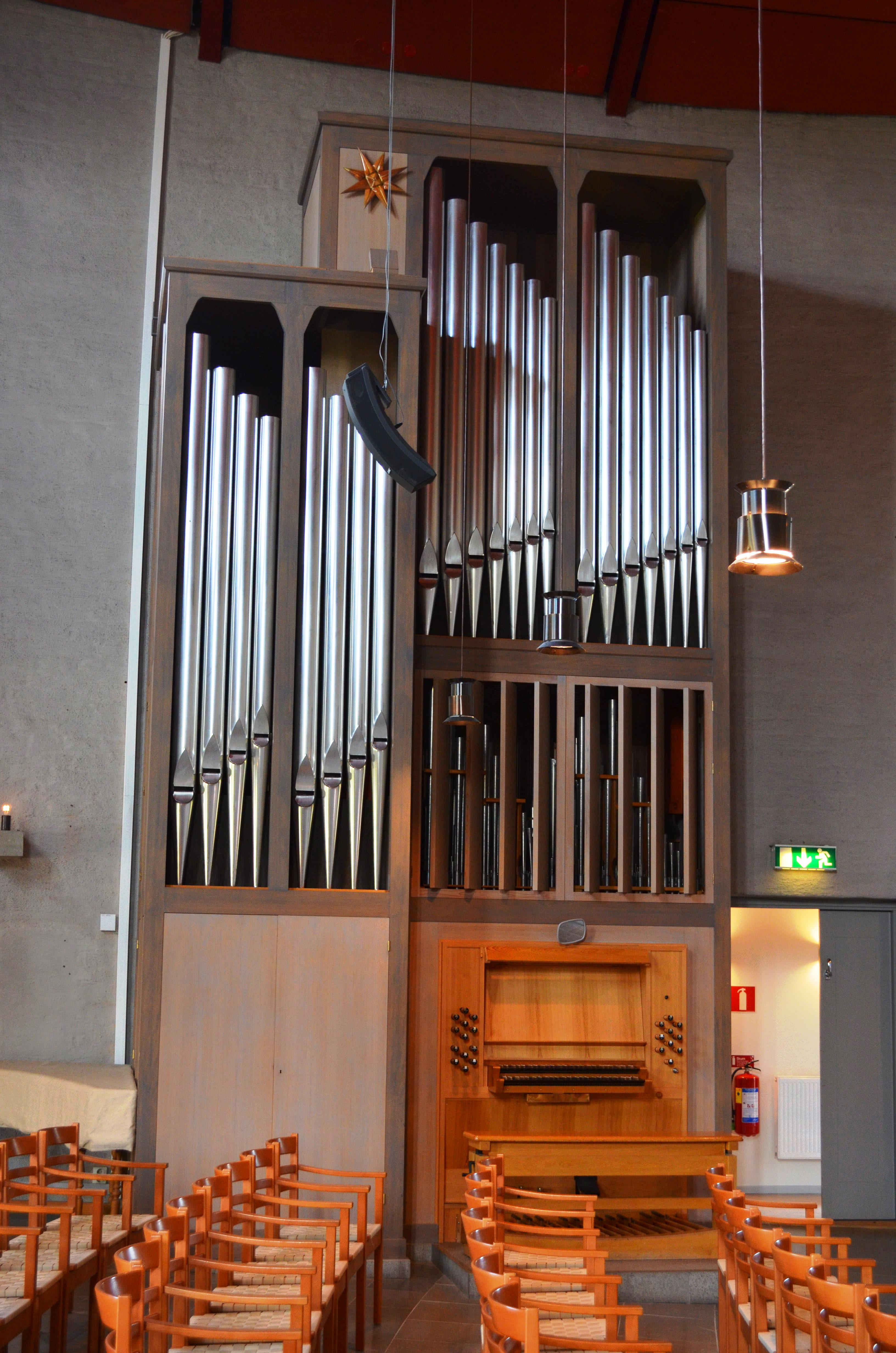
Berga kyrkas kyrkorgel
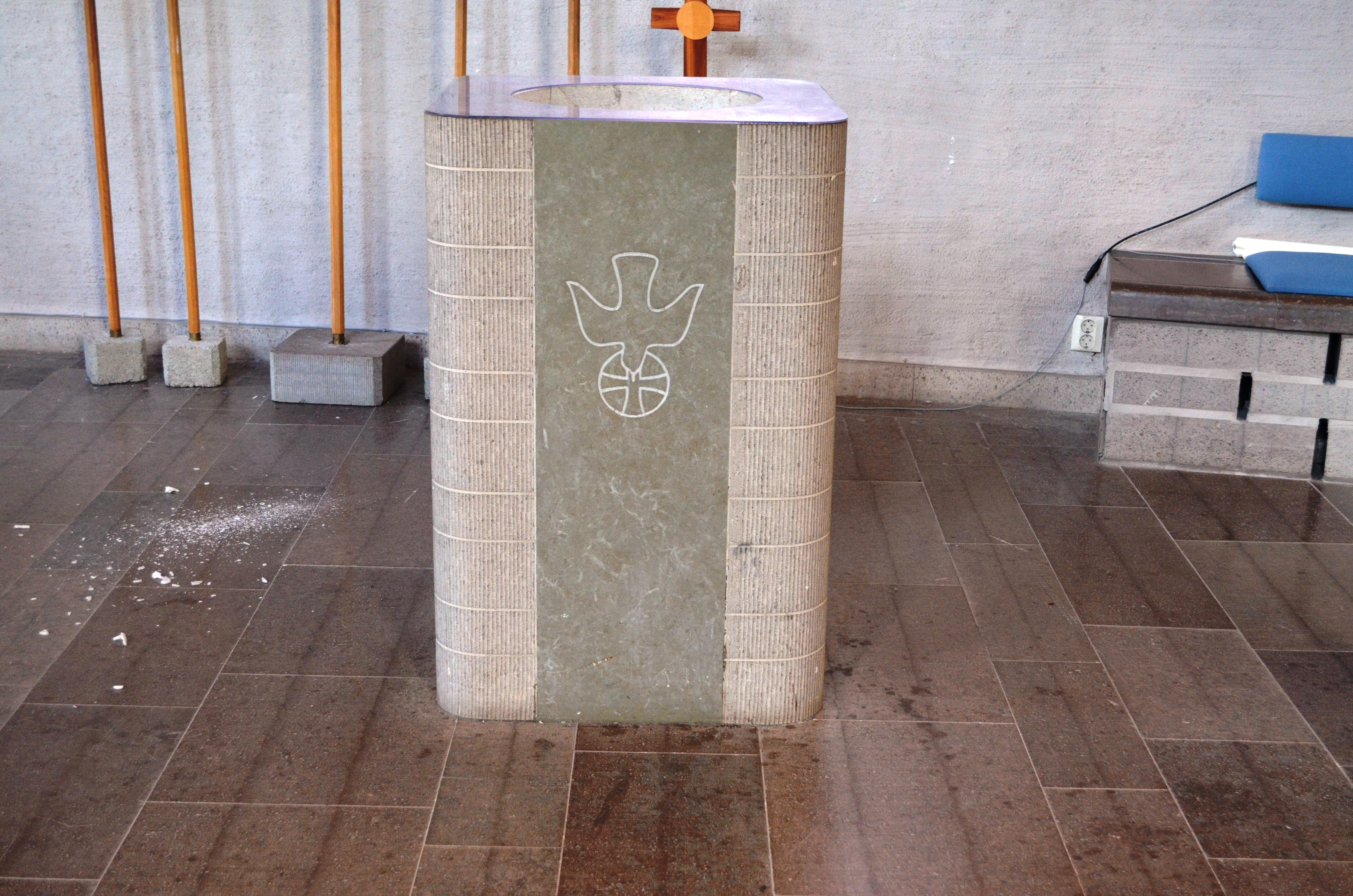
Berga kyrkas dopfunt
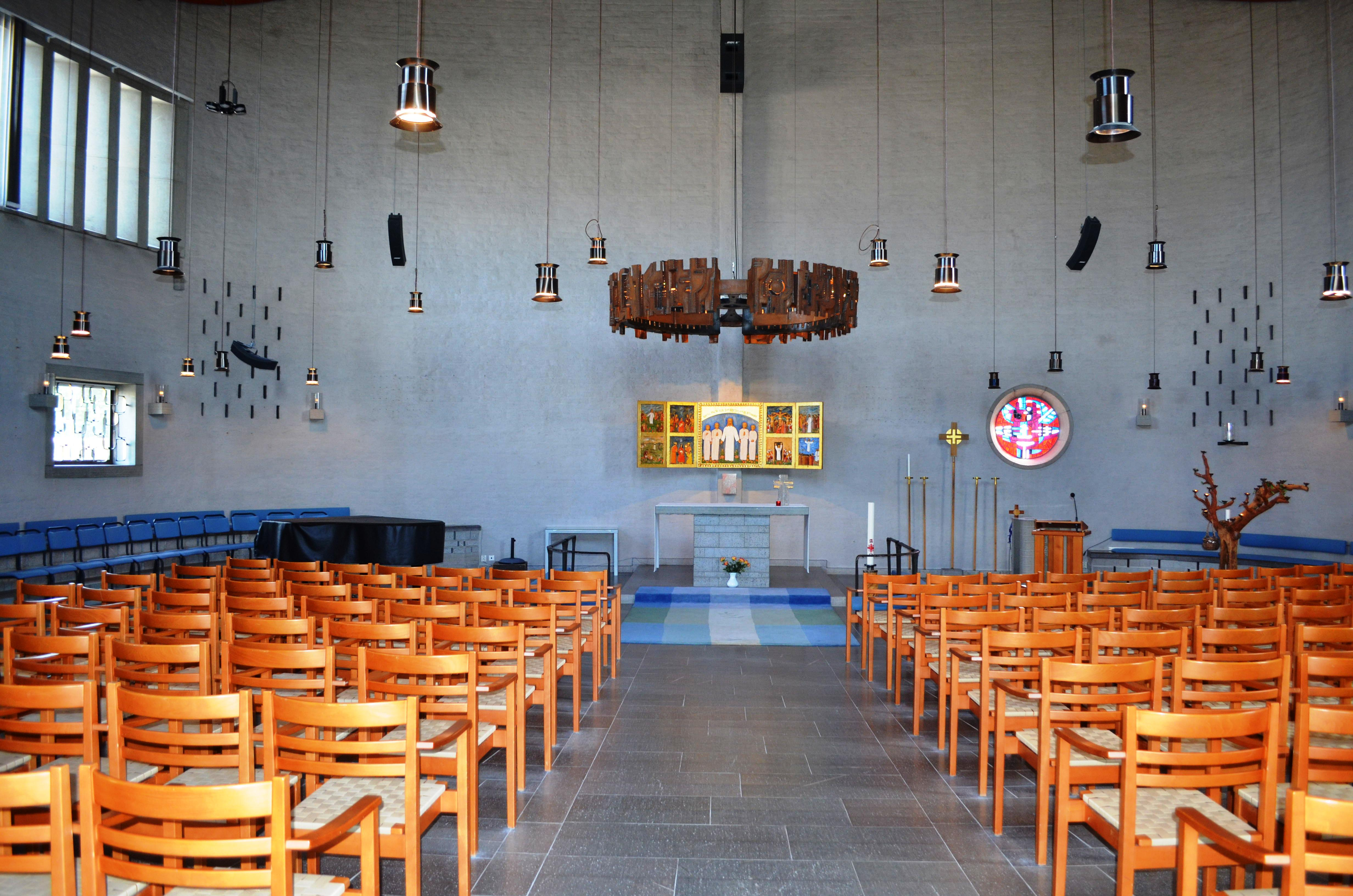
Berga kyrkas kyrksal